# Таваре, Джим
Джим Тава́ре (англ. Jim Tavaré; род. 30 апреля 1963, Эссекс) — британский актёр и сценарист.

## Биография
Родился 30 апреля 1963 года в графстве Эссекс (Англия, Великобритания), но в 1970 году вместе со своей семьёй он переехал в Чешир.
Дебютировал в кино в 1984 году. В 2004 году сыграл роль Тома в фильме «Гарри Поттер и узник Азкабана». Также является сценаристом.
Джим женат на Лоре Таваре. У супругов есть двое детей.
7 марта 2017 года Джим попал в серьёзную автокатастрофу и получил множество травм, включая перелом шеи, прокол лёгкого и пятнадцать переломов рёбер. Перенёс два переливания крови и одну из нескольких запланированных операций.

## Избранная фильмография
актёр
| Год  |   | Русское название              | Оригинальное название                    | Роль |
| ---- | - | ----------------------------- | ---------------------------------------- | ---- |
| 2004 | ф | Гарри Поттер и узник Азкабана | Harry Potter and the Prisoner of Azkaban | Том  |